# 五台山毛主席路居馆
五台山毛主席路居馆，位于山西省忻州市五台山风景名胜区台怀镇杨林村塔院寺内。已列为忻州市文物保护单位。

## 历史
1948年3月23日，中共领导人毛泽东、周恩来、任弼时率领机关三千多人离开陕北延安、东渡黄河，途径山西，前往河北省平山县西柏坡。4月9日路经五台山台怀镇，遭遇大雪，夜宿塔院寺方丈院。毛泽东居于后院正房左间，周恩来住在后院东房，任弼时住在后院西房，中央机关工作人员住在中院和前院，共约二百人。次日上午登山海楼，游览蒙藏合作社、文殊殿、天王殿、菩萨顶、显通寺、罗睺寺、万佛阁和杨林街，下午离开五台山继续前往西柏坡。
传闻寺中高僧赠毛泽东“8341”数字，意思為毛澤東享壽83年，領導中國共產黨41年（由1935年遵義會議統治至1976年）后以此数字命名了后来的中央警卫团。该数字曾引起民间诸多争议和讨论。
1969年，塔院寺方丈院后院按照原样进行恢复陈列，辟为毛泽东路居纪念馆。中院和前院仍是僧侣们的修行场所。现保存有五个路居室，另有三个展厅。门联为“劝君莫打三春鸟，子在巢中盼母归。”。照壁上刻着毛泽东于1938年3月3日对陕北公学毕业同学临别赠言里的最后一句话：“从建立山西的五台山，到建立全国的五台山，争取最后的胜利。”

## 保护
1988年7月，五台山毛主席路居馆公布为五台县文物保护单位。五台山毛主席路居馆公布为忻州市文物保护单位。